# MKS Muszyna
Małopolski Klub Siatkówki Muszyna (auch Polski Cukier Muszynianka Enea ) war ein polnischer Frauen-Volleyballverein aus Muszyna, der bis 2018 in der Polnischen Volleyball-Liga und in der Champions League spielte. Nach der Saison 2017/18 wurde der Verein nach dem Rückzug des Sponsors aufgelöst.

## Team
Der Kader für die Saison 2017/18 besteht aus 12 Spielerinnen. Trainer ist Bogdan Serwiński, der Co-Trainer heißt Marcin Wojtowicz.

## Nationale Liga
Bank BPS Fakro Muszyna spielt in der Polnischen Volleyball-Liga und wurde 2006, 2008, 2009 und 2011 Polnischer Meister. 2013 belegte man den dritten Platz.

## Europapokal
Bank BPS Fakro Muszyna spielt seit 2007 auf internationaler Ebene. 2007/08 erreichte man im Challenge Cup das Achtelfinale. Seit 2008 spielt Muszyna in der Champions League und überstand seitdem immer die Vorrunde. 2012/13 spielte man nach einem dritten Platz in der Vorrunde im CEV-Pokal weiter, den man im Endspiel gegen Fenerbahçe İstanbul gewinnen konnte.